# گلکویه
گلکویه، روستایی از توابع بخش ایزدخواست شهرستان زرین‌دشت در استان فارس ایران است.

## جمعیت
این روستا در دهستان ایزدخواست غربی قرار دارد و براساس سرشماری مرکز آمار ایران در سال ۱۳۸۵، جمعیت آن ۹۷۴ نفر (۲۴۲خانوار) بوده‌است.